# سكاي تروث
سكاي تروث هي منظمة مراقبة بيئية غير ربحية تستخدم صور الأقمار الصناعية وبيانات الاستشعار عن بعد لتحديد ومراقبة التهديدات التي تتعرض لها الموارد الطبيعية للكوكب. تتمثل مهمتها المعلنة في "مشاركة وجهة النظر من الفضاء لتعزيز الحفاظ على الناس والكوكب". تتراوح مجالات التركيز من قضايا مثل الحفر البحري، وانسكاب النفط، والتكسير الهيدروليكي، وإزالة قمم الجبال، والصيد غير القانوني واكتشاف تغير الموائل. تنشر شركة سكاي تروث جميع صورها وبياناتها للباحثين والجمهور مجانًا بهدف تحقيق قدر أكبر من الشفافية لمحاسبة الصناعات والحكومات عن الأضرار البيئية.

## تاريخ
تأسست شركة سكاي تروث في عام 2001 على يد جون آموس، وهو جيولوجي يعمل في القطاع الخاص والذي أصبح مهتمًا بالتأثير المتزايد للبشرية على الكوكب. تحدث آموس مع المدافعين عن البيئة في مختلف المجموعات لمناقشة احتياجاتهم في مجال الاتصال والقيود على الموارد، ووجد مكانًا مناسبًا في تقديم تحليلات الصور الملتقطة عبر الأقمار الصناعية والصور الجوية للمنظمات غير الحكومية، والمدافعين عن البيئة، والباحثين الأكاديميين، ومديري الموارد الحكومية. تضمنت مشاريع سكاي تروث المبكرة رسم خرائط لتأثير حفر الغاز الطبيعي في جبال روكي على المناظر الطبيعية، وكشف نشاط سفن الصيد التجارية على أطراف المناطق البحرية المحمية، وإظهار التأثير البيئي المتزايد لتعدين الفحم والمعادن الأخرى في جميع أنحاء الولايات المتحدة.

## كارثة ديب ووتر هورايزون
انفجرت منصة حفر النفط البحرية ديب ووتر هورايزون في إبريل/نيسان 2010، التي تديرها شركة بي بي، في خليج المكسيك، مما تسبب في أكبر تسرب نفطي عرضي في التاريخ. بالتعاون مع جامعة ولاية فلوريدا، قامت شركة سكاي تروث بتقدير كمية تدفق النفط من البئر المتضررة باستخدام صور الأقمار الصناعية، وحددت، بناءً على تقديرات متحفظة باستخدام البقعة السطحية المرئية، أن تدفق النفط كان أكبر بمقدار يتراوح بين 5 إلى 25 مرة مما ذكرته شركة BP. كانت منظمة سكاي تروث هي المنظمة الأولى التي تحدت ادعاءات شركة BP، واستمرت في مراقبة وتوثيق التدفق من البئر حتى تم إغلاقه بنجاح.

## مشاريع مختارة

### فراكفايندر
يستخدم مشروع فراكفايندر التابع لشركة سكاي تروث مصادر جماهيرية عامة لرسم خريطة لعمليات التكسير الهيدروليكي على تكوينات Marcellus وUtica Shale. وقد قامت شركة سكاي تروث برسم خرائط منصات آبار التكسير الهيدروليكي وبرك الاحتجاز في بنسلفانيا وأوهايو وغرب فرجينيا، مع خطط أخرى لقياس إجمالي هالات التأثير الناجمة عن عمليات التكسير الهيدروليكي الجارية. بيانات فراكفايندر متاحة للعامة من خلال كيتهب. استخدم الباحثون في جامعة جونز هوبكنز بيانات فراكفايندر من سكاي تروث لربط نشاط التكسير الهيدروليكي بالولادة المبكرة، والحمل عالي الخطورة، والصداع النصفي، والتعب، وأعراض الأنف والجيوب الأنفية المزمنة.

### مراقبة الصيد العالمية
طلقت شركة سكاي تروث ي 16 سبتمبر 2015، بالشراكة مع كوكل ومنظمة الحفاظ على البيئة البحرية، Oceana ، مبادرة Global Fishing Watch في مؤتمر Our Ocean الذي استضافه وزير الخارجية الأمريكي آنذاك جون كيري في واشنطن العاصمة. تعمل منظمة Global Fishing Watch بشكل مستمر على الإعلان عن مواقع مئات الآلاف من السفن عبر أنظمة التعريف التلقائي الموجودة على متنها حتى يتمكن المستخدمون من تتبع السفن بشكل فردي عبر المناطق الاقتصادية الخالصة والمناطق البحرية المحمية وغيرها من الميزات. أطلقت شركة SkyTruth وشركاؤها Global Fishing Watch كمنظمة غير ربحية مستقلة في عام 2017. وقد استخدمته الحكومات، مثل حكومة كيريباتي في عام 2016، للقضاء على الصيد غير القانوني وصيد الأسماك في المياه المحمية.

### التعدين لإزالة قمم الجبال
جمعت شركة سكاي تروث البيانات لمسحها الأولي لإزالة قمم الجبال بالشراكة مع Appalachian Voices، لرسم خريطة لموقع ونمو مناجم إزالة قمم الجبال (MTR) على مدى فترة 30 عامًا. وتقوم بتحديث البيانات المتعلقة بمدى التعدين على قمم الجبال في منطقة أبالاتشيا الوسطى سنويًا، كما تقوم الآن بمراقبة استصلاح الأراضي وإعادة تشجير المواقع المستخرجة منها، فضلاً عن التنسيق مع الشركاء لتوثيق التأثيرات البيئية والصحية العامة للتعدين على قمم الجبال.

### مراقبة الانسكاب النفطي
قوم شركة SkyTruth بمراقبة نشاط التسرب النفطي بشكل مستمر، والتحقيق في تقارير مركز الاستجابة الوطني التابع لخفر السواحل في الولايات المتحدة وحساب تقديرات حجم التسرب من البقع السطحية المؤكدة. تراقب سكاي تروث التسرب المزمن من موقع Taylor Energy 23501.

### التلوث النفطي من السفن: الأزرق السماوي
قامت شركة سكاي تروث بتطوير نموذج التعلم الآلي الذي يقوم بمسح آلاف الصور الملتقطة عبر الأقمار الصناعية يوميًا لتحديد بقع النفط في البحر وربط البقع بحركة السفن لتحديد الملوثين المحتملين. تنتج هذه البقع الزيتية عادة عن عمليات إلقاء غير قانونية للمياه العادمة في السفن، حيث تقوم السفن بإطلاق مياه ملوثة بالزيت في المياه البحرية قبالة سواحلها. هذا النموذج، الذي أطلق عليه اسم "سيرولين"، سوف يسمح قريبا لسلطات إنفاذ القانون والمجتمعات المحلية وغيرهم بمحاسبة الملوثين على هذا النشاط الروتيني ولكن غير القانوني.

### رؤية الحفاظ على البيئة
تعمل سكاي تروث على نطاق أوسع على تطبيق تقنية التعلم الآلي والحوسبة السحابية على مجموعة من التحديات البيئية، والاستفادة من النمو الهائل في بيانات الأقمار الصناعية المتاحة الآن، وتسمح التقنيات الجديدة بالتحليل السريع لمجموعات البيانات الكبيرة. يطلقون على هذه المبادرة اسم "رؤية الحفاظ على البيئة".
لملخص تأثيرات سكاي تروث على مدار تاريخها الممتد لعشرين عامًا، راجع عشرون عامًا من نجاح SkyTruth.